# X(3872)
La particella X(3872) è un mesone esotico scoperto nel 2003 dall'esperimento Belle e confermato successivamente dagli esperimenti BaBar, CDF, DØ e LHCb. Le sue proprietà non sono del tutto note, sebbene sia chiaro che questo mesone non possa essere considerato un charmonio standard, per via di numerose peculiarità.

## Scoperta
La X(3872) è stata osservata per la prima volta dall'esperimento Belle al collider asimmetrico elettrone-positrone KEKB. Nelle collisioni sono generate numerose coppie di mesoni B, i quali decadendo possono produrre risonanze contenenti quark charm. In particolare il processo studiato è il seguente:
{\displaystyle B^{\pm }\to K^{\pm }l^{+}l^{-}\pi ^{+}\pi ^{-}\,,}
dove i mesoni B carichi decadono in mesoni K, una coppia di leptoni (elettroni o muoni) e una coppia di pioni carichi. La quantità studiata è la massa invariante dei leptoni e dei pioni meno la massa invariante dei leptoni:
{\displaystyle \delta M=M(ll\pi \pi )-M(ll)\,.}
La distribuzione attesa per questa quantità era una curva continua con un picco in corrispondenza a {\displaystyle \delta M=589\,MeV}, dovuto al contributo del processo:
{\displaystyle B^{\pm }\to K^{\pm }\psi (2S)\to K^{\pm }\left(J/\psi \,\pi ^{+}\pi ^{-}\right)\to K^{\pm }\left((l^{+}l^{-})\pi ^{+}\pi ^{-}\right)}
in cui è prodotto un mesone {\displaystyle \psi (2S)}.
Oltre al picco della {\displaystyle \psi (2S)}, si osservò sperimentalmente un ulteriore picco a {\displaystyle \delta M=775\,MeV}, corrispondente alla presenza di una particella (chiamata temporaneamente X) di massa 3872 MeV, che partecipa al processo in modo analogo al mesone {\displaystyle \psi (2S)}:
{\displaystyle B^{\pm }\to K^{\pm }X\to K^{\pm }\left(J/\psi \,\pi ^{+}\pi ^{-}\right)\to K^{\pm }\left((l^{+}l^{-})\pi ^{+}\pi ^{-}\right)}
Il picco ha una larghezza inferiore alla risoluzione sperimentale, ponendo quindi un limite superiore alla larghezza della risonanza di 3 MeV.
Negli anni successivi ulteriori misure hanno portato alla determinazione delle larghezze di decadimento in alcuni canali. Per lungo tempo i numeri quantici JPC della X(3872) sono rimasti ignoti: le due ipotesi più probabili furono 1++ e 2-+, determinati dallo studio della distribuzione angolare dei leptoni e dei pioni nello stato finale. Nel febbraio 2013 la collaborazione LHCb ha pubblicato uno studio che favorisce nettamente l'ipotesi 1++.
Il valore della C-parità della X(3872) è sicuramente positivo, a causa dell'osservazione del decadimento {\displaystyle X\to J/\psi \,\gamma }.

## Interpretazione
Le caratteristiche della X(3872) rendono impossibile la sua identificazione con un charmonio standard. Le due caratteristiche più importanti sono:
- la ridotta larghezza totale della risonanza: infatti i charmoni standard al di sopra della soglia di open-charm hanno larghezze tipicamente superiori a 10 MeV;
- la forte violazione di isospin riscontrata nei suoi decadimenti: infatti le larghezze parziali dei decadimenti {\displaystyle X\to J/\psi \,\omega } e {\displaystyle X\to J/\psi \,\rho ^{0}} sono dello stesso ordine di grandezza, sebbene i due stati finali abbiano valori di isospin totale rispettivamente pari a 0 e 1; i charmoni standard sono stati a isospin totale nullo (non contengono quark up o down), quindi se la X fosse un charmonio standard il decadimento in {\displaystyle J/\psi \,\rho ^{0}} dovrebbe essere fortemente soppresso.

Le interpretazioni attualmente favorite sono quelle di molecola di mesoni D e D* e di tetraquark, sebbene non ci sia attualmente un accordo nella comunità scientifica.